# Phazaca undulata
Phazaca undulata är en fjärilsart som beskrevs av W. Warren 1896. Phazaca undulata ingår i släktet Phazaca och familjen Uraniidae. Inga underarter finns listade i Catalogue of Life.